# Matteo di Foix-Béarn
Matteo di Foix o di Castelbon, in catalano Mateu I de Foix e in francese Mathieu de Foix-Castelbon (1363 circa – agosto 1398) è stato un condottiero francese, Visconte di Castelbon e signore di Moncada, dal 1381, conte di Foix, visconte di Béarn e Coprincipe di Andorra, dal 1391 alla sua morte; fu inoltre pretendente della Corona d'Aragona, per diritto di matrimonio (jure uxoris) dal 1396.

## Origine
Matteo, sia secondo Pierre de Guibours, detto Père Anselme de Sainte-Marie o più brevemente Père Anselme, che secondo la Chroniques romanes des comtes de Foix, era il figlio maschio del Visconte di Castelbon e signore di Moncada, Ruggero Bernardo II, e della moglie, Gerarde di Navailles, Signora di Navailles e Sault, figlia di Garcia Arnaldo IV di Navailles, barone di Navailles e Sault e della moglie, Béarnaise de Miramont.
Ruggero Bernardo II di Castelbon, sia secondo Pierre de Guibours, detto Père Anselme de Sainte-Marie o più brevemente Père Anselme, che secondo la Chroniques romanes des comtes de Foix, era l'unico figlio maschio legittimo del Visconte di Castelbon e signore di Moncada, Ruggero Bernardo I e della moglie, Costanza de Luna Signora di Segorbe, Paterna, La Puebla de Vallbona, El Alton Mijares, figlia di Artal de Luna e della moglie, Constanza Pérez de Aragón Signora di Segorbe, e sorella di Lopez, conte di Luna, secondo Père Anselme.

## Biografia
Matteo apparteneva ad un ramo cadetto dei conti di Foix-Béarn in quanto suo bisnonno era Gastone I di Foix-Béarn.
Alla morte del padre, Ruggero Bernardo II, nel 1381, Matteo gli succedette come Visconte di Castelbon e signore di Moncada.
Nell'agosto 1391, suo cugino, il conte di Foix, visconte di Béarn, Coprincipe di Andorra, Visconte di Marsan e Visconte di Lautrec, Gastone III, morì per un ictus,, a Sauveterre-de-Béarn, nei pressi di Orthez, durante una caccia all'orso, mentre si stava lavando le mani per pranzare.
Nonostante avesse nominato il re di Francia, Carlo VI, detto prima il Beneamato e poi il Folle, a suo successore (nel 1390, Gastone Febo aveva ricevuto, con grande magnificenza nella contea di Foix il re Carlo VI, che gli aveva concesso una rendita vitalizia sulla contea di Bigorre, e Gastone Febo, senza eredi legittimi, aveva nominato il re suo erede, come conferma anche la Histoire générale de Languedoc commenced by Gabriel Marchand) a Gastone Febo succedette il cugino, Matteo, del ramo dei Foix-Castelbon.
Per questa successione, Matteo ebbe l'appoggio del re della Corona d'Aragona, Giovanni I, che l'anno successivo gli dette in moglie, la propria figlia primogenita, l'infanta Giovanna; il contratto fu redatto a Barcellona, il 24 marzo ed il matrimonio fu celebrato sempre a Barcellona il 4 giugno 1392.
Il suocero di Matteo, Giovanni I, morì il 19 maggio 1396, improvvisamente, per una caduta da cavallo, e siccome al momento della sua morte, senza eredi maschi, gli erano sopravvissute solo due figlie, come re d'Aragona, gli succedette il suo fratello minore don Martin, salito al trono come Martino I l'Umanista; ma Matteo, in quanto marito della figlia primogenita di Giovanni I, Giovanna, reclamò il trono, in base ad un accordo, approvato dal re Pietro IV d'Aragona, con la prima moglie di Giovanni I, Marta di Armagnac, secondo il quale, in assenza di eredi maschi, sarebbe succeduta al padre la maggiore delle figlie femmine, cioè Giovanna, come ci viene confermato dalla Història de Catalunya, Volume 3; essendo assente Martino I, che si trovava in Sicilia, la moglie di Martino, Maria de Luna, riuscì ad ottenere l'appoggio della corte d'Aragona e della Generalitat de Catalunya affinché, in base ad un testamento di Pietro IV, a Giovanni succedesse il fratello Martino, per cui la pretesa di Matteo e Giovanna venne respinta.
Allora Matteo invase l'Aragona, ma fu fermato e respinto dalle truppe aragonesi guidate dal conte di Urgell, Pietro II; Matteo fu sconfitto.
Al rientro di Martino I in Aragona, nel 1397 a Matteo vennero confiscati tutti i suoi domini nel regno di Aragona, che furono poi restituiti ai suoi successori: la sorella di Matteo, Isabella e il marito, Arcimbaldo di Grailly.
Matteo morì l'anno dopo, nell'agosto del 1398; la contea di Foix e la viscontea di Béarn andarono alla sorella Isabella e al marito, Arcimbaldo di Grailly, che rientrarono in possesso anche della viscontea di Castelbon, mentre la moglie, Giovanna, gli sopravvisse una decina d'anni e continuò a pretendere la Corona d'Aragona.

## Discendenza
Matteo da Giovanna non ebbe figli, e di Matteo non si conosce alcuna discendenza.

### Fonti primarie
- (FR)  Histoire généalogique et chronologique de la maison royale de France, tomus III.
- (FR)  Histoire générale de Languedoc commenced by Gabriel Marchand.
- (OC, FR)  Chroniques romanes des comtes de Foix.

### Letteratura storiografica
- (ES)  Història de Catalunya.